# Wybory parlamentarne na Nauru w 1987 roku
Dziewiąte przedterminowe wybory do Parlamentu Nauru miały miejsce 24 stycznia 1987 roku.
Na 48 kandydatów oddano 2264 głosy, 54 były nieważne. Na prezydenta Nauru wybrano ponownie Hammera DeRoburta.
Wybory w grudniu 1986 spowodowały podział parlamentu na dwie 9-osobowe frakcje – rządzącą i opozycyjną. Było to przyczyną rozpisania kolejnych wyborów parlamentarnych na styczeń 1987. W porównaniu do grudniowych wyborów nastąpiła jedna zmiana w okręgu Meneng – Vinci Clodumar zastąpił Paula Jeremiah.

## Szczegółowe wyniki wyborów

### Aiwo
Głosy ważne – 267,

Głosy nieważne – 8.
| Miejsce | Kandydat                   | Wartość głosów |
| ------- | -------------------------- | -------------- |
| 1       | René Reynaldo Harris       | 141,279        |
| 2       | Kinza Godfrey Clodumar     | 126,530        |
| 3       | Patrick Deiri Cook         | 113,363        |
| 4       | Ephraim Rotemwemweo Gadabu | 74,112         |
| 5       | Libokomedo David Agir      | 71,436         |
| 6       | Reginald Roderick Akiri    | 67,970         |
| 7       | Pamela Ebotsina Scriven    | 66,450         |
| 8       | Allan Ririenang Thoma      | 64,529         |

### Anabar
Głosy ważne – 183,

Głosy nieważne – 4.
| Miejsce | Kandydat                  | Wartość głosów |
| ------- | ------------------------- | -------------- |
| 1       | Ludwig Derangadage Scotty | 126,000        |
| 2       | Maein Deireragea          | 92,667         |
| 3       | Godfrey Tsine Waidabu     | 86,667         |
| 4       | David Peter Gadaroa       | 75,917         |

### Anetan
Głosy ważne – 261,

Głosy nieważne – 5.
| Miejsce | Kandydat                   | Wartość głosów |
| ------- | -------------------------- | -------------- |
| 1       | Roy Demanganuwe Degoregore | 145,617        |
| 2       | Ruby Eidagarube Dediya     | 131,417        |
| 3       | Lawrence Stephen           | 117,450        |
| 4       | Aloysius Gonzaga Namaduk   | 86,250         |
| 5       | Vassal Abogo Gadoengin     | 83,150         |
| 6       | Julie Olsson               | 75,567         |

### Boe
Głosy ważne – 232,

Głosy nieważne – 3.
| Miejsce | Kandydat                        | Wartość głosów |
| ------- | ------------------------------- | -------------- |
| 1       | Nangindeit Temanimon Kenos Aroi | 139,100        |
| 2       | Hammer DeRoburt                 | 132,283        |
| 3       | Vollmer Mercury Appi            | 106,450        |
| 4       | August Detonga Deiye            | 79,900         |
| 5       | Joske Arthur Teabuge            | 72,000         |

### Buada
Głosy ważne – 201,

Głosy nieważne – 6.
| Miejsce | Kandydat                  | Wartość głosów |
| ------- | ------------------------- | -------------- |
| 1       | Vinson Franco Detenamo    | 119,500        |
| 2       | Ruben James Tullen Kun    | 113,933        |
| 3       | Manfred Rabaima Depaune   | 86,767         |
| 4       | Alec Hindmarsh Stephen    | 61,117         |
| 5       | Iduick Rockson Randolph   | 59,850         |
| 6       | Robin Karl Wilson Tamakin | 51,283         |

### Meneng
Głosy ważne – 321,

Głosy nieważne – 14.
| Miejsce | Kandydat                       | Wartość głosów |
| ------- | ------------------------------ | -------------- |
| 1       | Bobby Ingitebo Ralph Eoe       | 143,550        |
| 2       | Vinci Niel Clodumar            | 134,108        |
| 3       | Paul Denabauwa Jeremiah        | 130,974        |
| 4       | Parcelle James Dedagenumon Bop | 102,108        |
| 5       | Nimrod Botelanga               | 99,212         |
| 6       | Akeidu Adenoango Kepae         | 83,503         |
| 7       | Johnny Taumea Agadio           | 74,400         |
| 8       | Ralph Steven                   | 73,826         |
| 9       | Dogaben Alec Jimrock Harris    | 66,096         |

### Ubenide
Głosy ważne – 505,

Głosy nieważne – 13.
| Miejsce | Kandydat                         | Wartość głosów |
| ------- | -------------------------------- | -------------- |
| 1       | Bernard Annen Auwen Dowiyogo     | 234,862        |
| 2       | Kennan Ranibok Adeang            | 232,160        |
| 3       | Robidok Bagewa Buraro Detudamo   | 219,238        |
| 4       | Derog Gioura                     | 213,343        |
| 5       | Lagumot Gagiemem Nimidere Harris | 151,126        |
| 6       | Paul Lawrence Maginkieo Ribauw   | 139,624        |
| 7       | Joseph Laben Hiram               | 119,040        |

### Yaren
Głosy ważne – 240,

Głosy nieważne – 1.
| Miejsce | Kandydat                      | Wartość głosów |
| ------- | ----------------------------- | -------------- |
| 1       | Pres-Nimes Dabwadauw Ekwona   | 169,500        |
| 2       | Anthony Kododo Detsimea Audoa | 143,500        |
| 3       | Ludwig Dowong Keke            | 127,000        |